# Édito de Pistres
O Édito de Pîtres (latim medieval: Edictum Pistense) foi uma capitular promulgado em Pîtres em 25 de junho de 864. É frequentemente citado por historiadores como um exemplo de ação governamental bem-sucedida por parte de Carlos, o Calvo, rei da Frância Ocidental.
Na época, os vikings devastavam mais do que anualmente não apenas as costas francas, mas, com a ajuda dos numerosos rios navegáveis da Europa, grande parte do interior também. Um rei era mais valioso que pudesse derrotá-los no campo e impedir seus ataques no futuro. O propósito e efeito primário do Edito foi pensado para ser a proteção das cidades e campos de ataques vikings.
Charles criou uma grande força de cavalaria à qual poderia recorrer quando necessário. Ele ordenou que todos os homens que tivessem cavalos ou pudessem comprar cavalos servissem no exército como cavaleiros. Este foi um dos primórdios da cavalaria francesa tão famosa nos sete séculos seguintes. A intenção de Charles era ter uma força móvel com a qual atacar os invasores antes que eles pudessem se levantar e partir com seu saque.

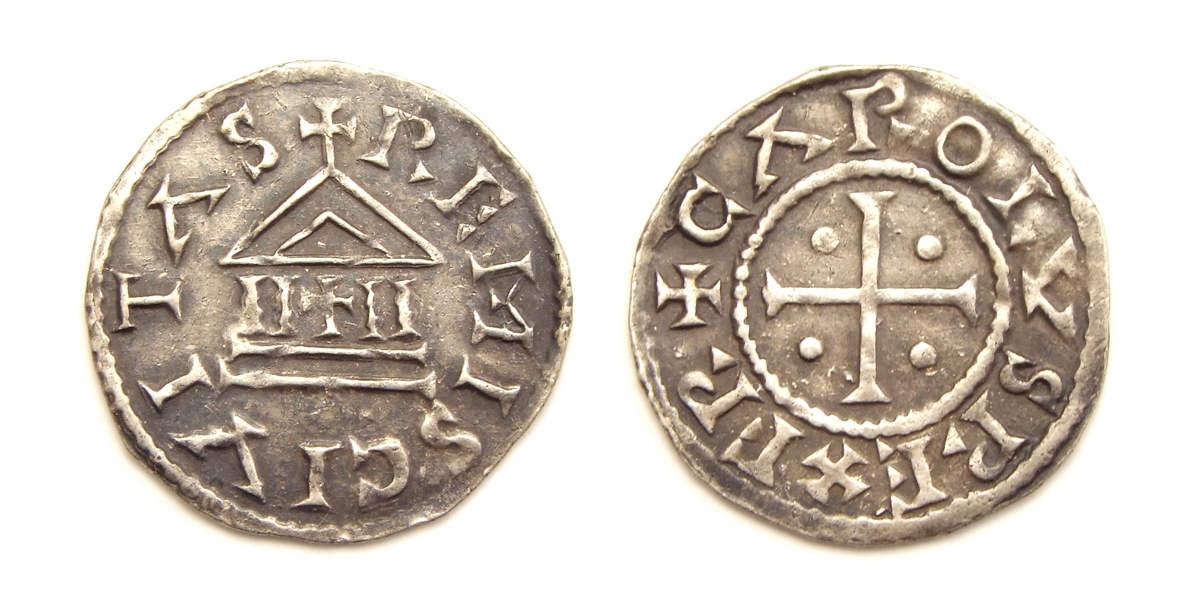
Denier (tipo Templo e cruz) de Carlos, o Calvo, cunhado em Reims entre 840-864 (pré-Édito de Pîtres).

Para evitar que os vikings conseguissem um grande saque, Carlos também declarou que pontes fortificadas deveriam ser construídas em todas as cidades nos rios. Isso era para evitar que os temidos dracares navegassem para o interior. Simon Coupland acredita que apenas duas pontes, em Pont-de-l'Arche (perto de Pîtres) no Sena e em Les Ponts-de-Cé no Loire, foram fortificadas, embora algumas outras que caíram em desuso foram reconstruídas "em tempos de crise para aumentar a mobilidade das tropas". Carlos também proibiu todo o comércio de armas com os vikings, a fim de impedi-los de estabelecer bases na Gália. A penalidade por vender cavalos aos vikings era a morte. Como a proibição da venda de cavalos era nova, é provável que os ataques vikings montados estivessem aumentando.
Além de suas auspiciosas reformas militares, o Edito teve consequências políticas e econômicas. O rei Pepino II da Aquitânia, contra quem Carlos lutou por décadas, foi capturado em 864 e foi formalmente deposto em Pîtres. Economicamente, além das proibições de comércio com o inimigo, Charles reforçou o controle das casas da moeda e regulamentou a punição por falsificação. Antes deste edital, pelo menos nove lugares na França tinham o direito de cunhar, mas estes foram reduzidos para três. Charles também fez uma tentativa de controlar a construção de castelos privados, mas isso falhou e até mesmo senhores menores construíram fortalezas próprias em colinas locais para defender a si mesmos e a seus camponeses da constante ameaça de invasão escandinava.

## Edições e traduções
- Edition: "Edictum Pistense 864." A. Boretius and V. Krause, edd. MGH, Capitularia regum Francorum, 2. Hannover: 1897.
- Translation: Hill, Brian E. (2013), Charles the Bald's 'Edict of Pîtres' (864): a Translation and Commentary (PDF), University of Minnesota (MA thesis)
- Translation: Coupland, Simon. Edict of Pîtres